# Du Pont (famiglia)

Stemma di Samuel Francis Du Pont

La famiglia du Pont è una famiglia statunitense che discende da Pierre Samuel du Pont de Nemours (1739–1817). 
Figlio di un orologiaio parigino e membro di una nobile famiglia borgognona, insieme ai suoi figli, Victor Marie du Pont ed Eleuthère Irénée du Pont emigrò negli Stati Uniti d'America nel 1800 e utilizzarono le risorse del loro patrimonio ugonotto per fondare una delle più importanti famiglie d'America, e una delle sue aziende di maggior successo, la E. I. du Pont de Nemours and Company, fondata inizialmente da Eleuthère Irénée in qualità di produttore di polvere da sparo. 
Vari membri della famiglia gestirono bene la società nel ventesimo secolo e ancora oggi costituiscono una parte sostanziale della proprietà della società. Questa ed altre società, gestite dalla famiglia du Pont impiegano circa dal cinque al dieci per cento della popolazione del Delaware. La famiglia ha avuto un ruolo importante in politica nel corso del XVIII e XIX secolo si sentirono in colpa per l'idea dell'Acquisto della Louisiana. 
Furono una delle famiglie più rispettate e ricche durante la Rivoluzione francese. Nel corso del XIX secolo, la famiglia Du Pont ha mantenuto la sua ricchezza organizzando accuratamente matrimoni tra primi cugini, un'usanza che, al tempo, era quasi una regola per famiglie molto ricche.

## Ortografia del nome
L'ortografia del nome della famiglia Du Pont è du Pont quando si cita il nome completo di un individuo e Du Pont quando si parla della famiglia nel suo complesso; alcuni singoli Du Ponts hanno scelto di scriverlo in modo diverso, forse più in particolare Samuel Francis Du Pont. Tuttavia, il nome della società chimica fondata dalla famiglia pronunciato correttamente è DuPont o, in forma estesa, E. I. du Pont de Nemours and Company. Altri membri lo scrivono come DuPont, in particolare il famoso proprietario di cavalli da corsa e di purosangue inglese William duPont, Jr e sua sorella, Marion duPont Scott.  Copia archiviata, su emc.vetmed.vt.edu. URL consultato il 9 ottobre 2016 (archiviato dall'url originale il 27 dicembre 2001).
Elencati di seguito vi è un elenco alfabetico di membri notevoli selezionati della famiglia. Ad esso fa seguito un elenco delle loro famiglie in ordine decrescente. La lista è intesa solo ad illustrare le relazioni tra i membri importanti della famiglia e non è una genealogia completa. Il solo raggruppamento familiare e le linee di discendenza indicati sono quelli necessari per illustrare le relazioni importanti fra i membri della famiglia. Nel 1942 si riteneva esistessero 705 discendenti diretti di Pierre Samuel du Pont de Nemours ed attualmente ce ne sono ben più di 2000 membri della famiglia viventi.

## Elenco alfabetico di discendenti selezionati di Pierre Samuel du Pont de Nemours
- A. Felix du Pont (1879–1948)
- A. Felix du Pont, Jr. (1905–1996)
- Alexis Irénée du Pont (1816–1857)
- Alexis Irénée du Pont, Jr. (1843–1904)
- Alfred Irénée du Pont (1864–1935)
- Alexis Irénée du Pont, III (1869–1921)
- Alfred Victor Philadelphe du Pont (1798–1856)
- Amy Elizabeth du Pont (1875–1962)
- Antoinette Emily Elizabeth du Pont (1971-)
- Benjamin Franklin du Pont (1964 - ) fondatore della yet2.com
- Charles Irénée du Pont (1797–1869)
- Charles Irénée du Pont, II (1859–1902)
- Eleuthère Irénée du Pont (1771–1834)
- Eleuthère Irénée du Pont, II (1829–1877)
- Ethel du Pont (1916–1965)
- Eugene du Pont (1840–1902)
- Eugene du Pont, Jr. (1873–1954)
- Eleuthère Paul du Pont (1887–1950)
- Francis Gurney du Pont (1850–1904)
- Francis Irénée du Pont (1873–1942)
- Francis Marieanne Wilson du Pont  (1940-)
- Henry du Pont (1812–1889)
- Henry Algernon du Pont (1838–1926)
- Henry Francis du Pont (1880–1969)
- Jane du Pont Lunger (1914–2001)
- John Eleuthère du Pont (1938-2010)
- Irénée du Pont (1876–1963)
- Lammot du Pont (1831–1884)
- Lammot du Pont II (1880–1952)
- Marion duPont (1894–1983)
- Louise Evelina du Pont Crowninshield (1877–1958)
- Pierre Samuel du Pont de Nemours (1739–1817)
- Pierre S. du Pont (1870–1954)
- Pierre du Pont III (1911–1988)
- Pierre S. "Pete" du Pont, IV (1935–2021)
- Reynolds du Pont (1918–1980)
- Richard C. du Pont (1911–1943)
- Samuel Francis Du Pont (1803–1865)
- Thomas Coleman du Pont (1863–1930)
- Victor Marie du Pont (1767–1827)
- Victor Emmanuel Francis James Leta-du Pont (1999–)
- William du Pont (1855–1928)
- William du Pont, Jr. (1896–1965)